# 约瑟夫·瓦希切克
约瑟夫·瓦希切克（捷克語：Josef Vašíček，1980年9月12日—2011年9月7日），生于哈夫利奇库夫布罗德，捷克男子冰球运动员。他曾代表捷克国家队参加2010年冬季奥林匹克运动会冰球比赛，获得第七名。他在2011年雅罗斯拉夫尔空难中遇难。